# Universität Homs

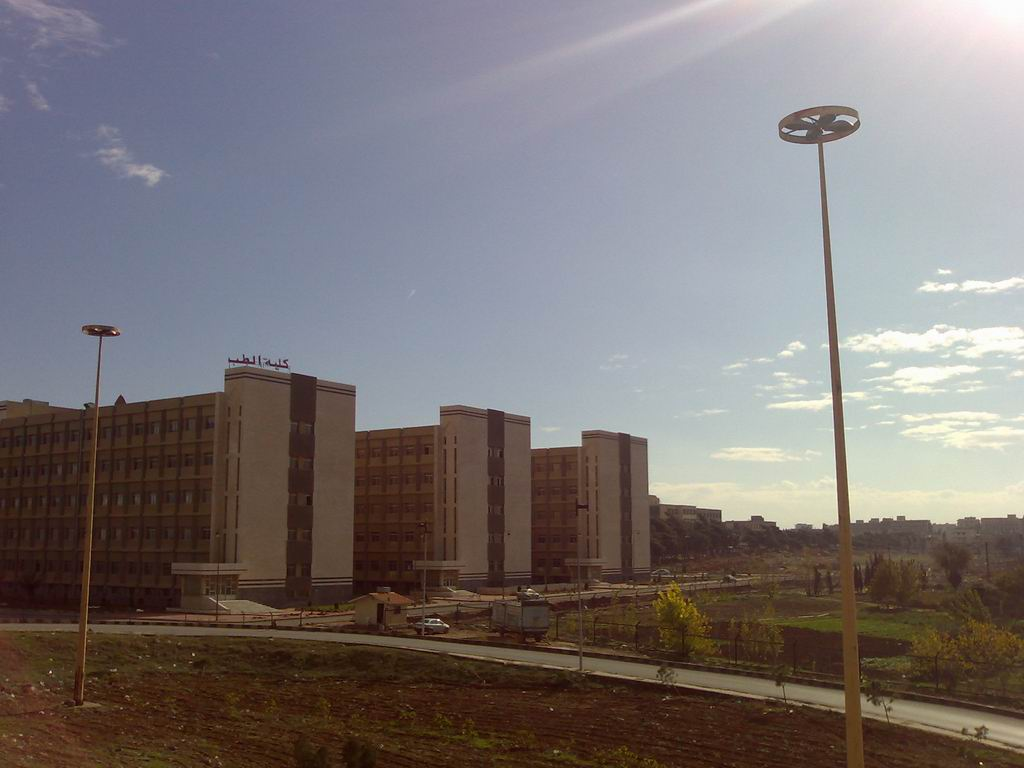
Fakultät für Medizin der Universität Homs

Die Universität Homs (arabisch جامعة حمص Dschamiat Hims, DMG Ǧāmiʿat Ḥimṣ), gegründet 1979, ist eine öffentliche Universität in der Stadt Homs, Syrien (180 km nördlich der Hauptstadt Damaskus). Es ist Syriens viertgrößte Universität.
Die Universität Homs hat 22 Fakultäten, fünf Zwischenfakultäten, 40.000 reguläre Studenten, 20.000 Studenten im offenen Lernen, 1310 Studenten höherer Studien und 622 Fakultätsmitglieder in Hama und Homs. Die Bücherei enthält knapp 63.000 Bände (Stand 2011).
Die Universität Homs wurde am 14. September 1979 unter dem Namen al-Bath Universität gegründet und trug diesen Namen bis zum 25. Dezember 2024. Nach dem Sturz des Regimes von Baschar al-Assad erhielt sie ihren heutigen Namen.